# Robert Hass

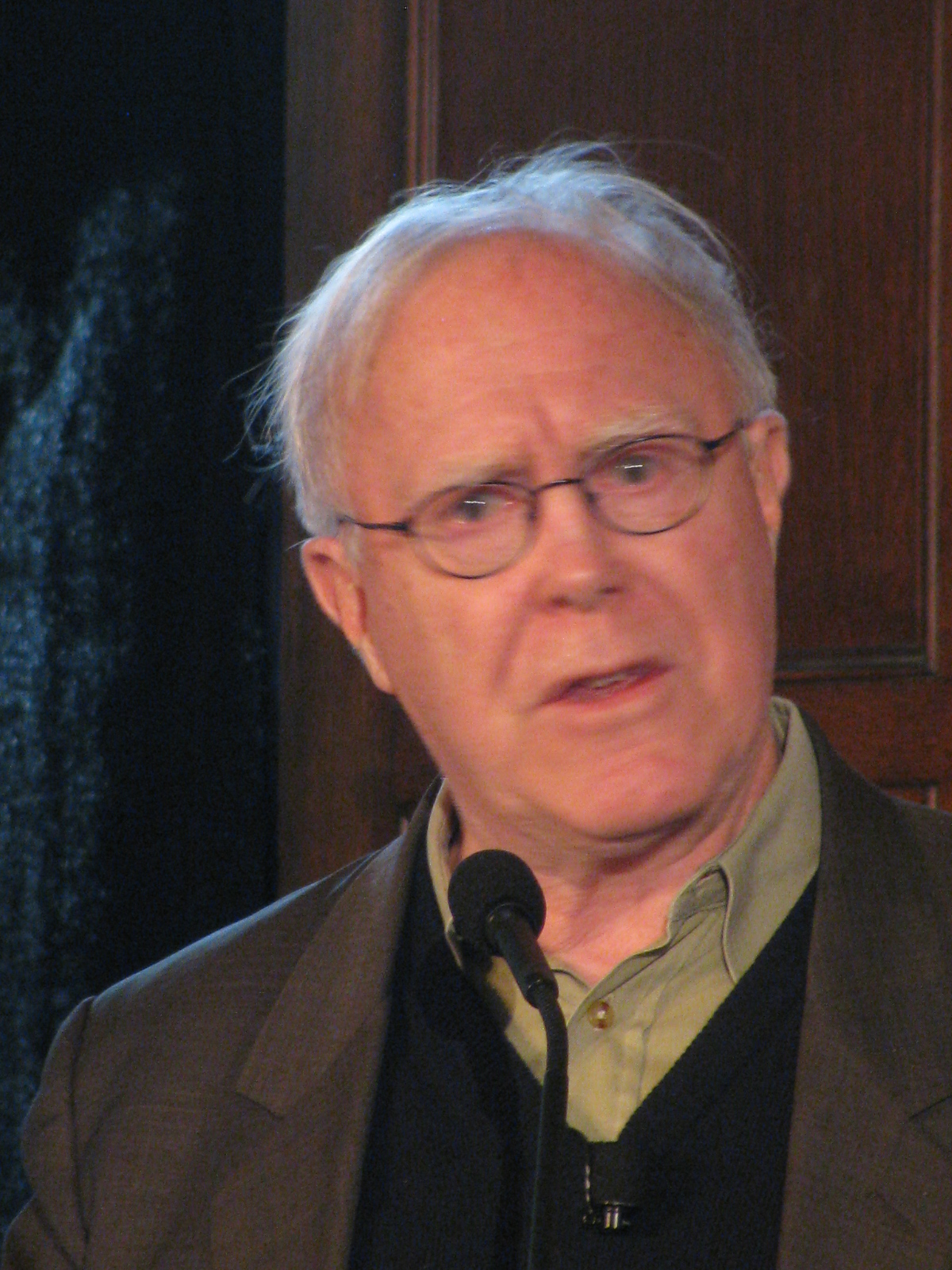
Robert Hass

Robert L. Hass (* 1. März 1941 in San Francisco, Kalifornien) ist ein US-amerikanischer Dichter und Gewinner des Pulitzer-Preises 2008, welchen er für seine Gedichtsammlung „Time and Materials“ erhielt. In den Jahren 1995 bis 1997 trug er den Titel „Poet Laureate“ der Vereinigten Staaten von Amerika.

## Leben
Robert Hass wurde in San Francisco im Bundesstaat Kalifornien geboren, was sich auch in seinem Werk widerspiegelt. Seine Gedichte gelten in Thema und Haltung als stark auf das Leben und die Kultur der amerikanischen Westküste bezogen. Hass wuchs mit einer alkoholkranken Mutter auf, sein älterer Bruder ermutigte ihn zum Schreiben. Den Alkoholismus seiner Mutter machte Hass besonders in seinem 1996 erschienenen Gedichtband „Sun Under Wood“ zum Thema. Er erhielt seinen High-School-Abschluss 1958 von der Marin Catholic High School.
Er arbeitet als Professor an der University of California und ist mit der Dichterin und Antikriegsaktivistin Brenda Hillman verheiratet.
1984 war er MacArthur Fellow. 2002 wurde er in die American Academy of Arts and Letters und 2005 in die American Academy of Arts and Sciences gewählt.

## Rezeption
Andreas Dorschel nennt Hass einen „Lyrikvirtuose[n], der sogar aus Kochrezepten Verse macht“.
Robert Hass war von 1995 bis 1997 Poet laureate der Vereinigten Staaten und ist Pulitzerpreisträger 2008. 2014 wurde er für sein Gesamtwerk von der Akademie der amerikanischen Dichter mit dem Wallace-Stevens-Preis ausgezeichnet.

## Werke
- Field Guide, Robert Hass, New Haven: Yale University Press, 1973, ISBN 0-300-01650-6
- Praise, Robert Hass, New York: Ecco Press, 1979, ISBN 0-912946-61-X
- Human Wishes, Robert Hass, New York: Ecco Press, 1989, ISBN 0-88001-211-0
- Sun Under Wood: New Poems, Robert Hass, Hopewell, NJ: Ecco Press, 1996, ISBN 0-88001-468-7
- Time and Materials: Poems 1997–2005, Robert Hass, Ecco Press, 2007, ISBN 0-06-134960-7
- Now and Then: The Poet's Choice Columns, 1997–2000, Robe